# Stanley Finch
Stanley Wellington Finch (20 juillet 1872 - 22 novembre 1951) est le premier directeur du Bureau of Investigation (1908-1912), ancêtre de l'actuel FBI.

## Biographie
Finch est né en 1872 à Monticello dans l'État de New York. Après avoir obtenu son Baccalauréat à la faculté de droit de l'Université George Washington, il travaille par intermittence au ministère de la Justice des États-Unis, pendant près de 40 ans. Finch est admis au barreau de Washington en 1911.
Sous la présidence de Théodore Roosevelt, le procureur général Charles Joseph Bonaparte créé officieusement une « force d'agents spéciaux » (le BOI) dont il confie la supervision à Finch le 26 juillet 1908. Finch obtient officiellement le titre de "chef" du Bureau en 1909.
Finch prend sa retraite en 1940 avant de mourir en 1951.